# 人生時間
人生時間（じんせいじかん）は、人生を1日の時間であらわし、長い人生を短い時間に置き換えて、わかりやすく考えようとする考え方である。
具体的には、年齢を3で割り、単位を時にする。
- 12歳は、12÷3で4時
- 36歳は、36÷3で12時
- 66歳は、66÷3で22時
- 78歳は、78÷3で、翌日の午前2時となる。

- 21歳、朝7時、朝目覚めてこれからがんばろう
- 51歳、夕方5時、そろそろ帰ってからのことを考える頃
- 63歳、夜9時、のんびり、自分の時間を楽しむ時間

などと、年齢を時間に置き換えて考える。
時計の右回りの一周に人生を象徴的に見る、という考え方につながるが、最初の提唱者は不明である。原田宗典のエッセイ「東京トホホ本舗」第4章人生の時間割に書かれているが、伝聞形式であるため、本人が考えた内容かは不明。